# Szeróvay Mihály
Szeróvay Mihály (Budapest, 1982. május 14. –) magyar labdarúgókapus, sportmenedzser.

## Pályafutása

### Klubcsapatokban
Pályafutását a Ferencvárosban kezdte, Magyarországon játszott az Erzsébeti Spartacus MTK és a BKV Előre csapataiban is. A Testnevelési Egyetemen sportmenedzser szakon diplomázott. 2006-ban az Európai Unió önkénteseként Spanyolországban dolgozott, emellett az Atletico Vallbonense nevű csapat tagja volt. 2007-ben tanulmányai folytatása miatt került Finnországba, ahol a Jyväskyläi Egyetemen sportmenedzser szakon tanult tovább, miközben szerződtette az akkor másodosztályú helyi csapat, a Jyväskylän JK. A JJk-val első idényében bajnok lett a második vonalban és feljutott a finn első osztályba, 2010-ben a Ligakupában ezüstérmet, 2012-ben a bajnokságban bronzérmet szerzett a csapattal. 2010-ben rövid ideig a másodosztályban védett. 2011 tavaszán súlyos sérülést szenvedett, pályafutását 2012-ben fejezte be. 
Szeróvay 2009 őszén elmondta, hogy egy másik Finnországban játszó magyar labdarúgó megpróbálta megvesztegetni, 15 000 eurót ajánlva a Tampere United elleni vereségért.

## Sikerei, díjai
JJK
- Finn másodosztályú bajnok: 2008
- Finn Ligakupa-ezüstérmes: 2010
- Finn bajnokság, 3. hely: 2011